# Corner Brook
Corner Brook (2006 pop.: 20.083) es una ciudad de Canadá situada en la costa oeste de la isla de Terranova en la provincia de Terranova y Labrador.
Situado en la Bahía de las Islas en la boca del Río Humber, la ciudad es el centro más grande de población en la provincia, fuera de la Península de Avalon. Asumiendo como tal, las funciones como centro de servicio para el oeste y el norte de Terranova.

## Hoy
En Corner Brook esta la sede de la Corner Brook Pulp & Paper Mill (propiedad de la Kruger Inc.), La mayor empresa en creación de empleo de la región. La ciudad tiene el mayor hospital regional en el oeste de Terranova, oficinas de gobierno federales y provinciales, el Sir Wilfred Grenfell College, y una división de la Memorial University de Terranova.
En los últimos años Corner Brook se ha convertido en un pequeño pero creciente de centro de producción de películas y series de televisión en el este de Canadá.
Corner Brook tiene un récord único, es la comunidad más antigua de su tamaño (más de 25.000) en Canadá. Otras comunidades de este tamaño se han convertido en cualquiera de los más grandes (75.000), se fusionaron con otras comunidades o se derrumbó.

## Deportes
Corner Brook es la sede de la Corner Brook Royals de la West Coast Senior Hockey League, el equipo juega en el Pepsi Centre, que fue construido en 1999, cuando la ciudad de Corner Brook, junto con las ciudades de Deer Lake, Pasadena, Y Stephenville fue sede de los Juegos de Canadá.
Corner Brook es la única ciudad con la distinción por dos veces del Raid the North Extreme.

## Gobierno Municipal

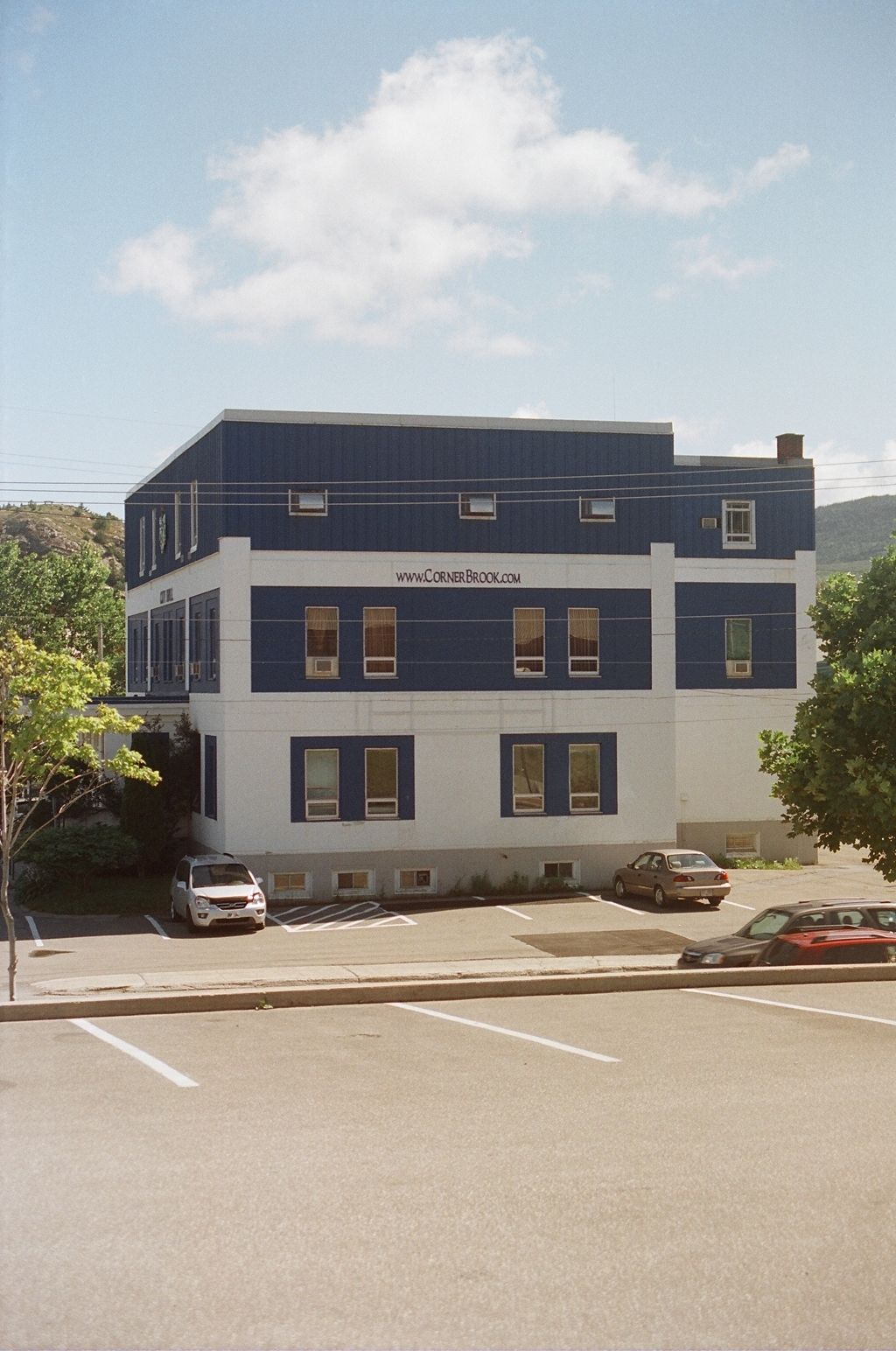
Ayuntamiento de Corner Brook

El ayuntamiento cuenta con cinco concejales de la ciudad con un alcalde y un teniente de alcalde. El actual alcalde de la ciudad es Nev Greeley. Las elecciones municipales en Corner Brook se celebran cada cuatro años en el último martes de septiembre. Las últimas elecciones se celebraron el 29 de septiembre de 2009 y Nev Greeley fue elegido alcalde, sustituyendo a Charles Pender. El nuevo Consejo Municipal y el Alcalde tomaron juramento el 4 de octubre de 2009.
Lista de los últimos alcaldes Corner Brook:
| Político           | Plazo        |
| ------------------ | ------------ |
| Neville Greeley    | 2009-present |
| Charles Pender     | 2005 - 2009  |
| Priscilla Boutcher | 2001 - 2005  |
| Dave Luther        | 1997 - 2001  |

## Transporte

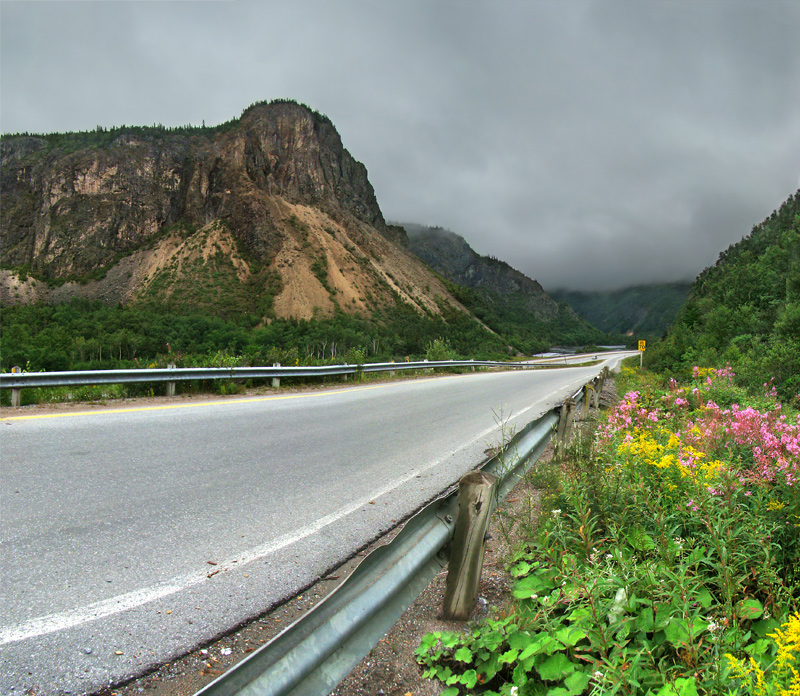
Carretera transcanadiense

A lo largo de la autopista Ruta 1, la Carretera transcanadiense, pasa por el lado sur de la ciudad en una loma alta, antes de descender hacia el valle de Humber en el este.
La ciudad cuenta con dos aeropuertos el Aeropuerto Internacional de Stephenville, 80 km al suroeste, y el Aeropuerto de Deer Lake, 55 km al noreste.
Corner Brook tiene un servicio de una compañía privada de autobuses local y cuatro compañías de taxi.

## Clima
| Parámetros climáticos promedio de Corner Brook | Parámetros climáticos promedio de Corner Brook | Parámetros climáticos promedio de Corner Brook | Parámetros climáticos promedio de Corner Brook | Parámetros climáticos promedio de Corner Brook | Parámetros climáticos promedio de Corner Brook | Parámetros climáticos promedio de Corner Brook | Parámetros climáticos promedio de Corner Brook | Parámetros climáticos promedio de Corner Brook | Parámetros climáticos promedio de Corner Brook | Parámetros climáticos promedio de Corner Brook | Parámetros climáticos promedio de Corner Brook | Parámetros climáticos promedio de Corner Brook | Parámetros climáticos promedio de Corner Brook |
| Mes                                            | Ene.                                           | Feb.                                           | Mar.                                           | Abr.                                           | May.                                           | Jun.                                           | Jul.                                           | Ago.                                           | Sep.                                           | Oct.                                           | Nov.                                           | Dic.                                           | Anual                                          |
| ---------------------------------------------- | ---------------------------------------------- | ---------------------------------------------- | ---------------------------------------------- | ---------------------------------------------- | ---------------------------------------------- | ---------------------------------------------- | ---------------------------------------------- | ---------------------------------------------- | ---------------------------------------------- | ---------------------------------------------- | ---------------------------------------------- | ---------------------------------------------- | ---------------------------------------------- |
| Temp. máx. abs. (°C)                           | 14.5                                           | 14                                             | 20.5                                           | 22.5                                           | 27.2                                           | 33.3                                           | 34.4                                           | 34.4                                           | 31.1                                           | 25                                             | 21.7                                           | 16.7                                           | '                                              |
| Temp. máx. media (°C)                          | -2.5                                           | -3.2                                           | 1.1                                            | 6.4                                            | 12.1                                           | 17.7                                           | 21.8                                           | 21.1                                           | 16.7                                           | 10.5                                           | 4.9                                            | 0.2                                            | 8.9                                            |
| Temp. mín. media (°C)                          | -9.7                                           | -11.2                                          | -7.1                                           | -1.1                                           | 3.3                                            | 8.4                                            | 12.6                                           | 12.6                                           | 8.6                                            | 3.8                                            | -0.3                                           | -5.7                                           | 1.2                                            |
| Temp. mín. abs. (°C)                           | -31.7                                          | -31.7                                          | -29.4                                          | -18.5                                          | -7.5                                           | -4.4                                           | 1.1                                            | 0                                              | -2.8                                           | -7.8                                           | -16.1                                          | -20.6                                          | '                                              |
| Precipitación total (mm)                       | 148.3                                          | 99.3                                           | 95.8                                           | 70.7                                           | 77.5                                           | 84.1                                           | 91                                             | 98.6                                           | 104.3                                          | 123.6                                          | 125.7                                          | 151.9                                          | 1270.8                                         |
| Fuente: Environment Canada 14 de julio de 2009 |                                                |                                                |                                                |                                                |                                                |                                                |                                                |                                                |                                                |                                                |                                                |                                                |                                                |